# Desarrollo de abajo hacia arriba
El desarrollo desde abajo o desarrollo de de abajo hacia arriba surge en contraposición con la corriente dominante establecida en el paradigma de desarrollo de arriba-abajo en la cual las políticas son diseñadas por técnicos y burócratas en oficinas ministeriales, con base a planteos teóricos e información secundaria, pero sin un involucramiento real con las problemáticas propias del terreno en el cual han de ser ejecutadas.
De abajo-arriba propone iniciar el desarrollo desde los sujetos, con sus iniciativas y sus culturas para que las mayorías tengan acceso a los conocimientos, las técnicas y los medios y así contribuir con el desarrollo económico, social, informacional, y territorial. «Se trata de cambiar la dirección de las decisiones y de las prioridades, a favor de las regiones y espacios internos dentro de un país determinado y que exigen grados sustanciales de autonomía».

## Desarrollo de abajo-arriba en la localidad
Este paradigma parte del pensar que las personas son los actores que ejecutan el desarrollo, tanto en los espacios urbanos como en los rurales, por ello se necesita que en la sociedad se extiendan los valores: de libertad, igualdad y justicia, del trabajo, la competencia y la solidaridad, y el permanente apoyo a los emprendedores. Se necesita, también, que los bienes estén armónicamente distribuidos entre la población y el territorio, de manera que la educación, salud, capital, técnica, agua, energía, información, transportes y comunicaciones estén accesibles a las personas y extendidos en los territorios urbanos, urbanos-marginales y rurales. 
Este modelo es una alternativa para aumentar la productividad. La fundación iberoamericana del desarrollo afirma que ir de abajo hacia arriba moviliza a las mayorías, utiliza el territorio en armonía con la naturaleza y conlleva a un nuevo comportamiento social que se apoya en el trabajo, la solidaridad, la participación, la sostenibilidad, y la diversidad.
Stöhr y Taylor definen los siguientes elementos como componentes esenciales de estrategias de desarrollo «desde abajo»:
1. El establecimiento de un amplio acceso a la tierra y a otros recursos naturales del territorio, como factores claves de producción en la mayoría de las áreas menos desarrolladas en el mundo;
2. La introducción de nuevas estructuras decisionales organizadas territorialmente o el restablecimiento de antiguas estructuras) para garantizar la equidad en la comunidad;
3. La concesión de un nivel más elevado de autodeterminación a las áreas rurales así como a otras áreas periféricas para generar una institucionalidad propia;
4. La elección de una tecnología «regionalmente adecuada» orientada a economizar recursos escasos y a maximizar el uso de los recursos abundantes;
5. Prioridad a los proyectos que satisfacen necesidades básicas de la población;
6. Introducción de políticas de precios nacionales que favorezcan los términos de intercambio de las regiones periféricas;
7. Ayuda externa admisible como compensación de los efectos de erosión causada por dependencias previas;
8. El desarrollo de actividades productivas que excedan la demanda regional solo si ellas conducen a una amplia mejoría en las condiciones de vida de la población.
9. Reestructuración de los sistemas de transporte y del sistema urbano para mejorar y hacer más equitativo el acceso de la población en todo el territorio;
10. Mejoramiento del transporte y de las comunicaciones rural-rural y rural-aldea,
11. Uso de redes inadecuadas Estructuras sociales igualitarias y una conciencia colectiva son, a juicio de los autores, elementos importantes para una estrategia «de abajo-arriba».[4]

La propuesta estratégica «de abajo arriba y hacia adentro» tiene un gran valor intrínseco y se inserta plenamente en el contexto del desarrollo local y desarrollo endógeno. Sin embargo Stöhr y Taylor pecaron de optimistas al suponer un franco declino en las formas «modernas» de transmisión de innovaciones, puesto que, al contrario de lo que podría haberse supuesto, la globalización ha significado un marcado incremento en la importancia de la transmisión intra-firma al acentuar tanto la segmentación geográfica de un mismo proceso productivo como la fusión de grandes conglomerados internacionales y la revolución científica y tecnológica, parte integrante de la misma globalización, ha significado una densificación de las relaciones de insumo-producto o sea, de la transmisión de innovaciones intra-firmas, en parte debido a la subcontratación. Por ello la propuesta de desarrollo «de abajo arriba» no encontró un escenario adecuado para su propio desarrollo como alternativa.

## Dimensiones
El desarrollo de abajo arriba puede relacionarse con distintas dimensiones: económica, sociocultural y político-administrativa.
La dimensión económica se caracteriza por un sistema específico de producción que permite usar eficientemente los factores productivos y alcanzar niveles de productividad suficientes para ser competitivos. Por su parte la dimensión sociocultural es donde el sistema de relaciones económicas y sociales, las instituciones y los valores sirven de base al proceso de desarrollo. Para finalizar, la dimensión político-administrativa es donde las iniciativas regionales y locales permiten crear un entorno favorable a la producción e impulsar el desarrollo sostenible.
El desarrollo de abajo-arriba exige la participación , innovación y organización de los actores sociales y sus proyectos esto con el fin de generar una autonomía y lograr el desarrollo de la localidad en sus múltiples dimensiones. 